# Artes visuales

La Mona Lisa es uno de los cuadros más reconocidos de Occidente.

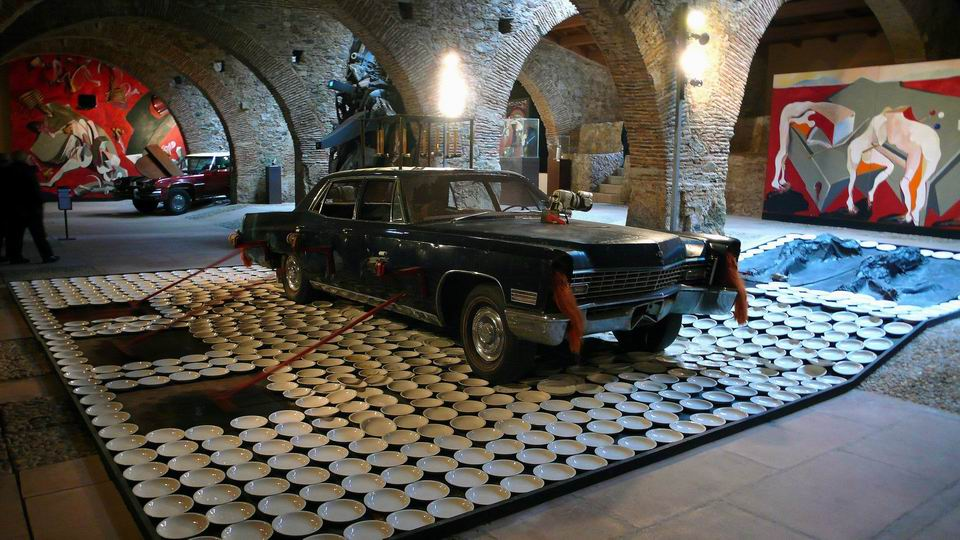
Wolf Vostell, Fiebre de Automóvil (1973), instalación, Museo Vostell-Malpartida.

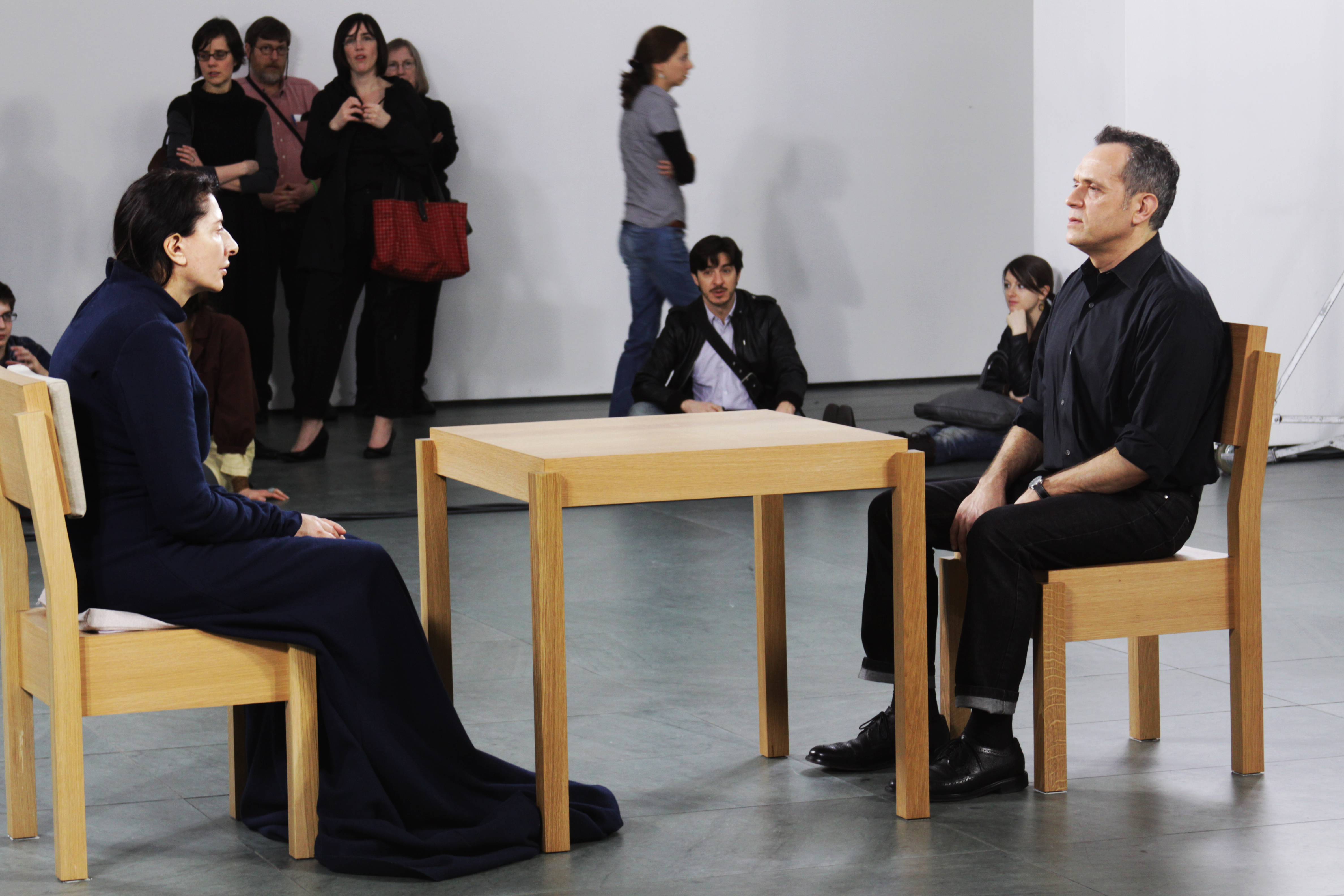
Marina Abramović, La artista está presente (2010), Performance, MoMa.

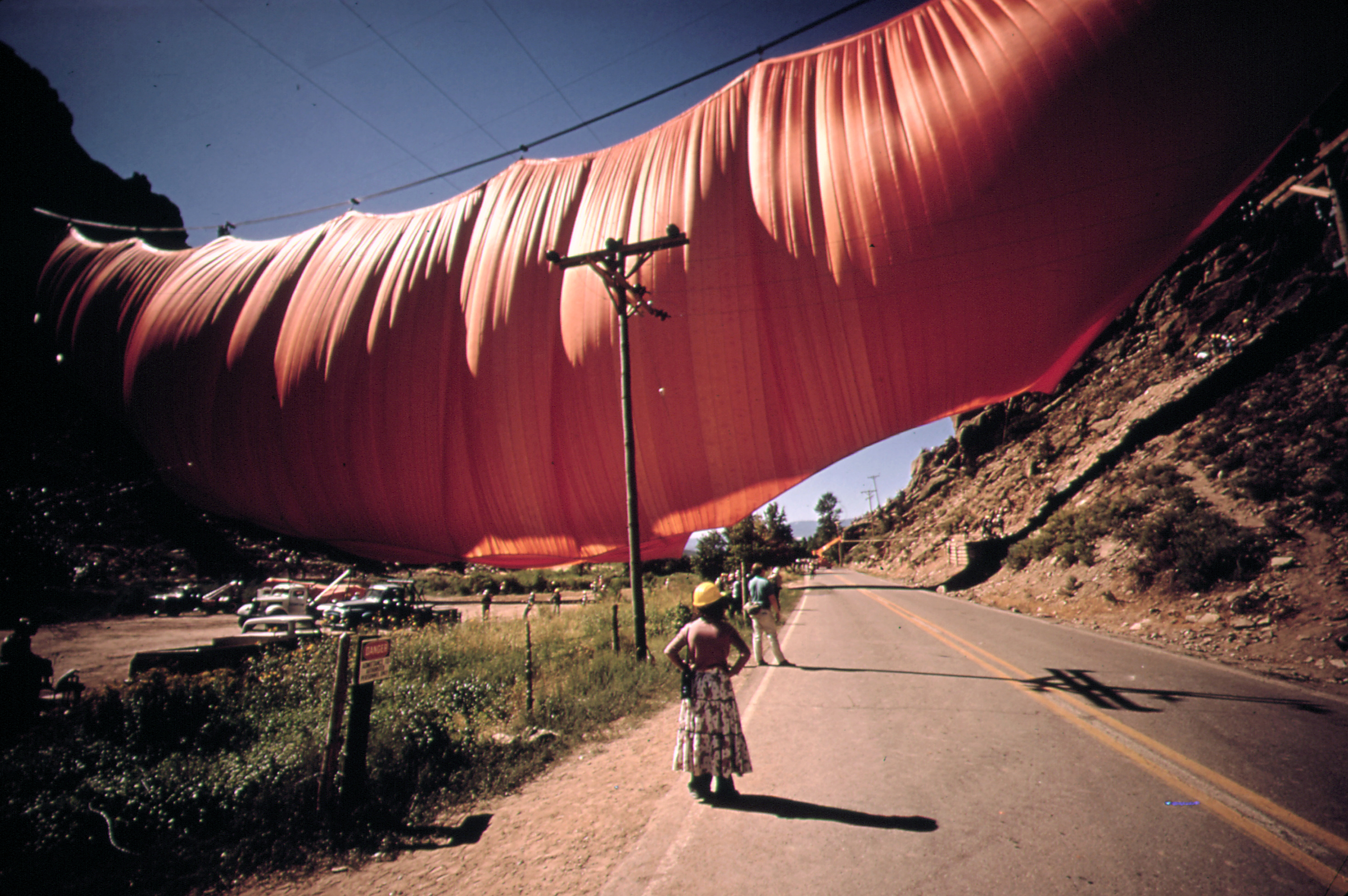
Christo y Jeanne-Claude, Valley Curtain (1971), Instalación (Land Art), Rifle Gap, Montañas Rocosas, Colorado.

Las artes visuales engloban las artes plásticas tradicionales, así como las expresiones que incorporan a la nueva tecnología orientada al arte o elementos no convencionales, y que su mayor componente expresivo es visual, como la fotografía, videografía, cinematografía, y lo también llamado arte de los nuevos medios, entre los que se incluyen:
- arte digital
- fanart
- fotografía
- net.art
- videoarte

Así como otras expresiones de aparición en el arte del siglo XX, como:
- arte ambiental
- arte cinético
- arte efímero
- arte postal
- arte público
- arte urbano
- instalación
- intervención
- Land Art

Otras disciplinas artísticas, como las artes escénicas, poseen dimensiones compartidas con las artes visuales, por lo que estas definiciones no son estrictas y se consideran, en el campo de las artes visuales, también expresiones como:
- Arte de acción
- Arte interactivo
- Caligrafía
- Fluxus
- Grafiti

## Dibujo
El dibujo es un medio para hacer una imagen, ilustración o gráfico utilizando cualquiera de una amplia variedad de herramientas y técnicas disponibles en línea y fuera de línea. Por lo general, consiste en hacer marcas en una superficie aplicando la presión de una herramienta, o moviendo una herramienta a través de una superficie utilizando medios secos como grafito, lápices, pluma y tinta, pinceles para tinta, lápices de cera, crayónes, carbónes, pasteles y marcadores. También se utilizan herramientas digitales, como bolígrafos y lápices ópticos, que simulan los efectos de éstos. Las principales técnicas utilizadas en el dibujo son: el trazado de líneas, el rayado, el rayado cruzado, el rayado aleatorio, el sombreado, el garabateo, el punteado y la mezcla. Un artista que destaca en el dibujo se denomina dibujante o dibujante.
El dibujo y la pintura se remontan a decenas de miles de años. El arte del Paleolítico Superior incluye el arte figurativo que comienza entre hace unos 40.000 y 35.000 años. Las pinturas rupestres no figurativas que consisten en plantillas manuales y formas geométricas simples son aún más antiguas. Las pinturas rupestres paleolíticas de animales se encuentran en zonas como Lascaux, Francia y Altamira, España en Europa, Maros, Sulawesi en Asia, y Gabarnmung, Australia.
En el antiguo Egipto, los dibujos en tinta sobre papiro, a menudo representando personas, se utilizaban como modelos para la pintura o la escultura. Los dibujos en vasos griegos, inicialmente geométricos, evolucionaron posteriormente hacia la forma humana con la cerámica de figuras negras durante el siglo VII a. C.
Con el papel que se hizo común en Europa en el siglo XV, el dibujo fue adoptado por maestros como Sandro Botticelli, Rafael Sanzio, Miguel Ángel y Leonardo da Vinci que a veces trataban el dibujo como un arte en sí mismo y no como una etapa preparatoria para la pintura o la escultura. 

## Pintura

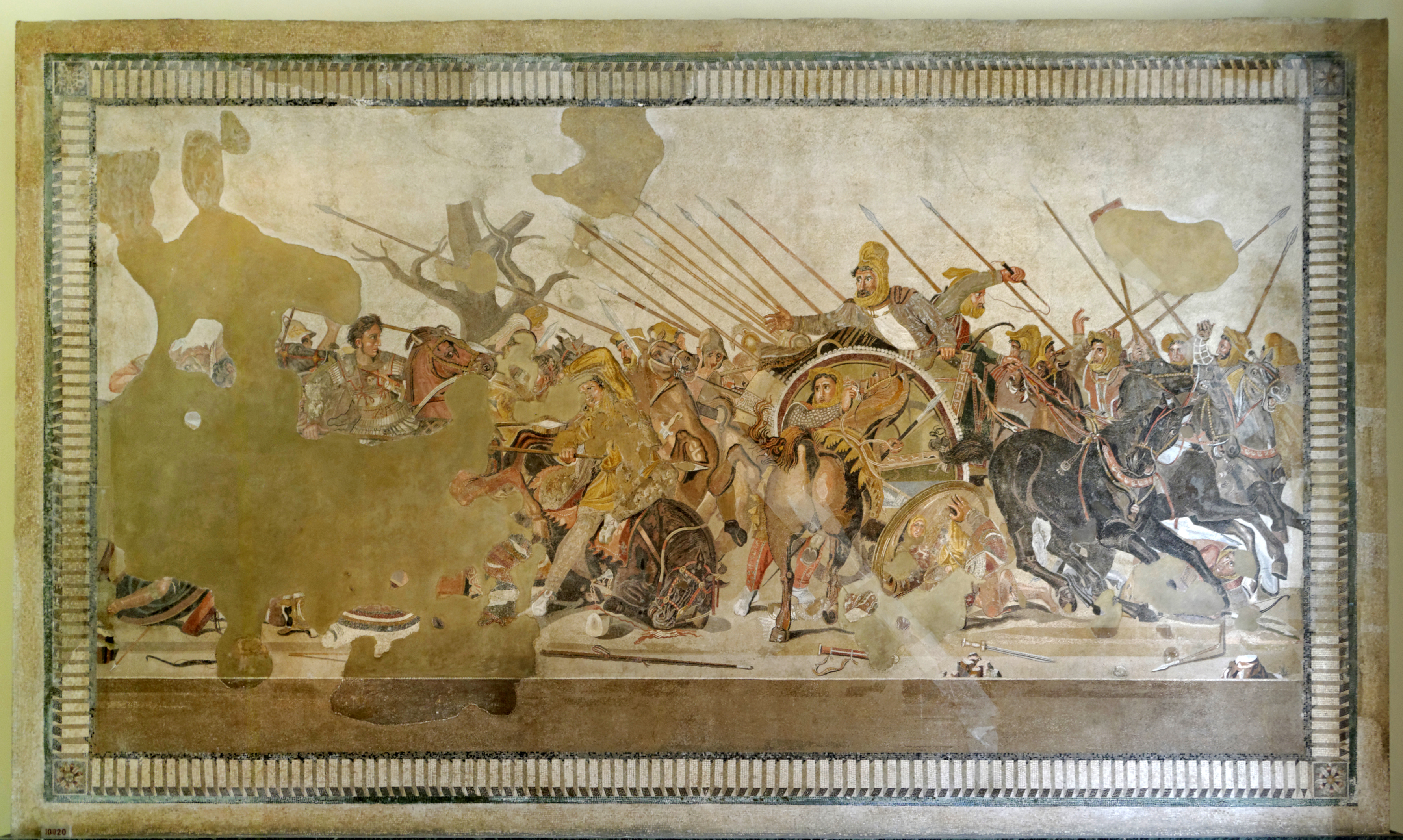
Mosaico de la batalla de Issus.

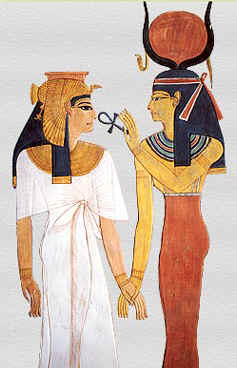
Nefertari con Isis.

La pintura tomada literalmente es la práctica de aplicar pigmento suspendido en un soporte (o medio) y un agente aglutinante (un pegamento) a una superficie (soporte) como el papel, el lienzo o una pared. Sin embargo, cuando se utiliza en un sentido artístico significa el uso de esta actividad en combinación con el dibujo, la composición, u otras consideraciones estéticas con el fin de manifestar la intención expresiva y conceptual del practicante. La pintura también se utiliza para expresar motivos e ideas espirituales; los lugares de este tipo de pintura van desde obras de arte que representan figuras mitológicas en cerámica hasta La Capilla Sixtina, pasando por el propio cuerpo humano.

### Historia

#### Orígenes e historia temprana
Al igual que el dibujo, la pintura tiene sus orígenes documentados en las cuevas y en las paredes de las rocas. Los mejores ejemplos, que algunos creen que tienen 32.000 años de antigüedad, se encuentran en las cuevas de Chauvet y Lascaux en el sur de Francia. En tonos rojos, marrones, amarillos y negros, las pinturas de las paredes y los techos representan bisontes, ganado, caballos y ciervos.

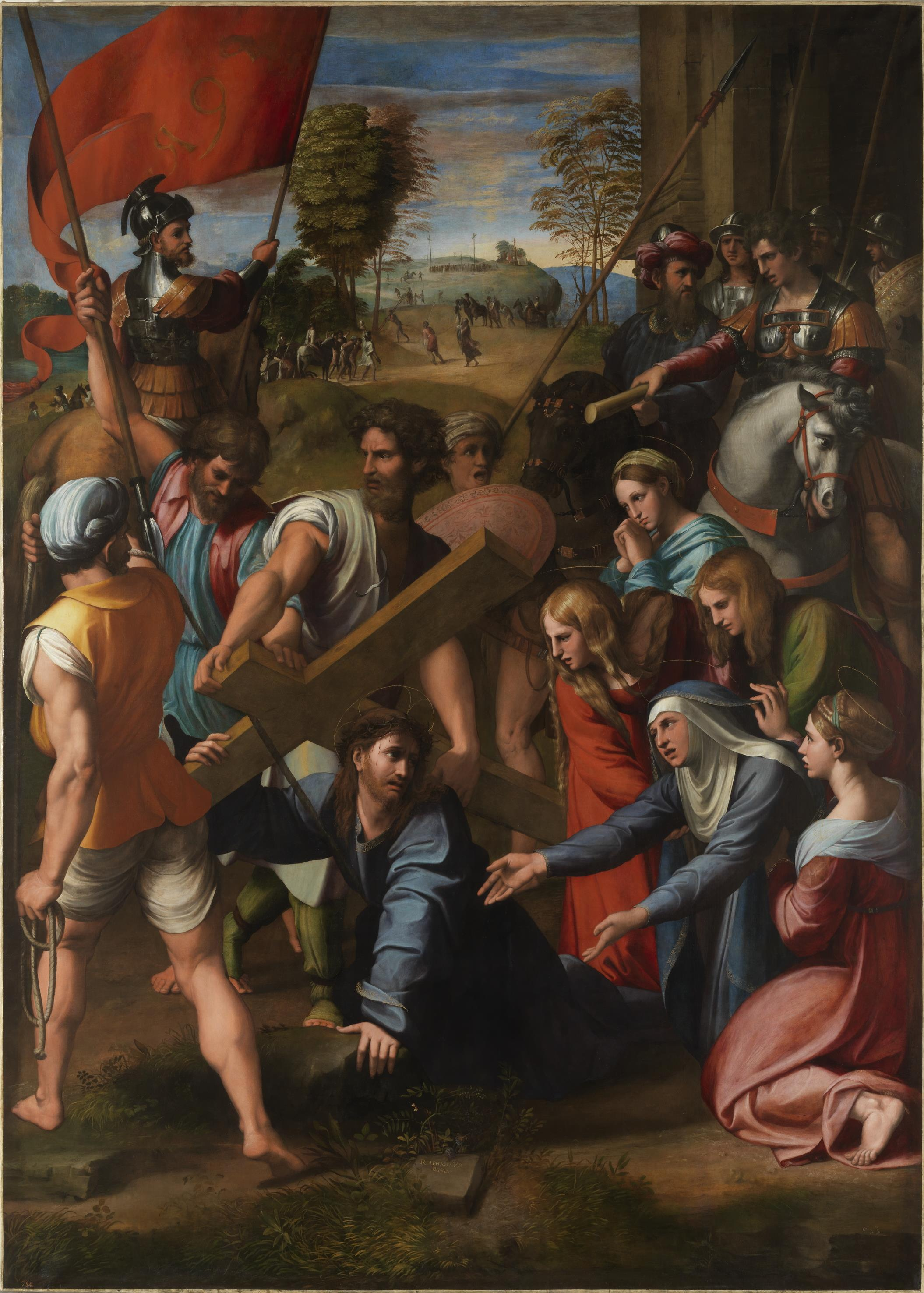
Pintura de Rafael de Cristo cayendo camino del Calvario de 1514-1516 ' (1514-1516)

En las tumbas del antiguo Egipto se pueden encontrar pinturas de figuras humanas. En el gran templo de Ramsés II, Nefertari, su reina, es representada siendo conducida por Isis. Los griegos contribuyeron a la pintura pero gran parte de su obra se ha perdido. Una de las mejores representaciones que se conservan son los retratos de momias de Fayum helenísticos. Otro ejemplo es el mosaico de la batalla de Issus en Pompeya, que probablemente se basó en una pintura griega. El arte griego y romano contribuyó al arte bizantino en el siglo IV a. C., que inició una tradición en la pintura de iconos.

#### El Renacimiento
Aparte de los manuscritos iluminados producidos por los monjes durante la Edad Media, la siguiente contribución significativa al arte europeo fue la de los pintores renacentistas italianos. Desde Giotto en el siglo XIII hasta Leonardo da Vinci y Rafael a principios del siglo XVI, este fue el período más rico del arte italiano ya que se utilizaron las técnicas del claroscuro para crear la ilusión del espacio tridimensional.

Rembrandt: La ronda de noche, 1642

También los pintores del norte de Europa se vieron influidos por la escuela italiana. El belga Jan van Eyck, el neerlandés Pieter Bruegel el Viejo y el alemán Hans Holbein el Joven son algunos de los pintores más exitosos de la época. Utilizaban la técnica de veladura con óleos para conseguir profundidad y luminosidad.

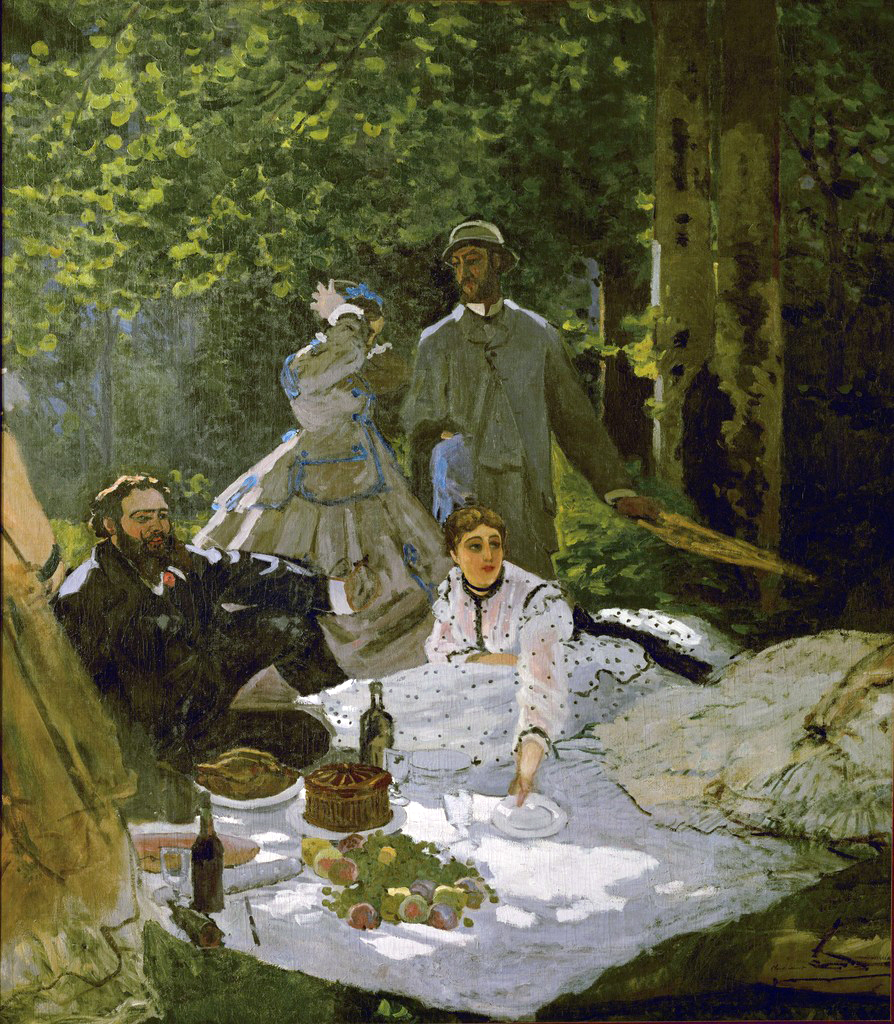
Claude Monet: Le Déjeuner sur l'herbe (1866)

#### Maestros holandeses
El siglo XVII fue testigo de la aparición de los grandes maestros holandeses, como el polifacético Rembrandt, especialmente recordado por sus retratos y escenas bíblicas, y Vermeer, que se especializó en escenas interiores de la vida neerlandesa.

#### Barroco
El Barroco comenzó después del Renacimiento, desde finales del siglo XVI hasta finales del siglo XVII. Entre los principales artistas del Barroco se encuentran Caravaggio, que hizo un gran uso del tenebrismo. Peter Paul Rubens, un pintor flamenco que estudió en Italia, trabajó para las iglesias locales de Amberes y también pintó una serie para María de Médici. Annibale Carracci tomó influencias de la Capilla Sixtina y creó el género de la pintura ilusionista de techos. Gran parte del desarrollo que se produjo en el Barroco fue debido a la Reforma Protestante y la consiguiente Contrarreforma. Gran parte de lo que define al Barroco es la iluminación dramática y los efectos visuales en general.

#### Impresionismo
El Impresionismo comenzó en Francia en el siglo XIX con una asociación informal de artistas que incluía a Claude Monet, Pierre-Auguste Renoir y Paul Cézanne que aportaron un nuevo estilo de pincelada libre a la pintura, eligiendo a menudo pintar escenas realistas de la vida moderna en el exterior en lugar de en el estudio. Esto se consiguió mediante una nueva expresión de los rasgos estéticos demostrados por las pinceladas y la impresión de realidad. Consiguieron una intensa vibración del color mediante el uso de colores puros, sin mezclar, y pinceladas cortas. El movimiento influyó en el arte como una dinámica, moviéndose a través del tiempo y ajustándose a las nuevas técnicas y a la percepción del arte. La atención al detalle pasó a ser menos prioritaria en la realización, mientras se exploraba una visión sesgada de los paisajes y la naturaleza para el ojo de los artistas.

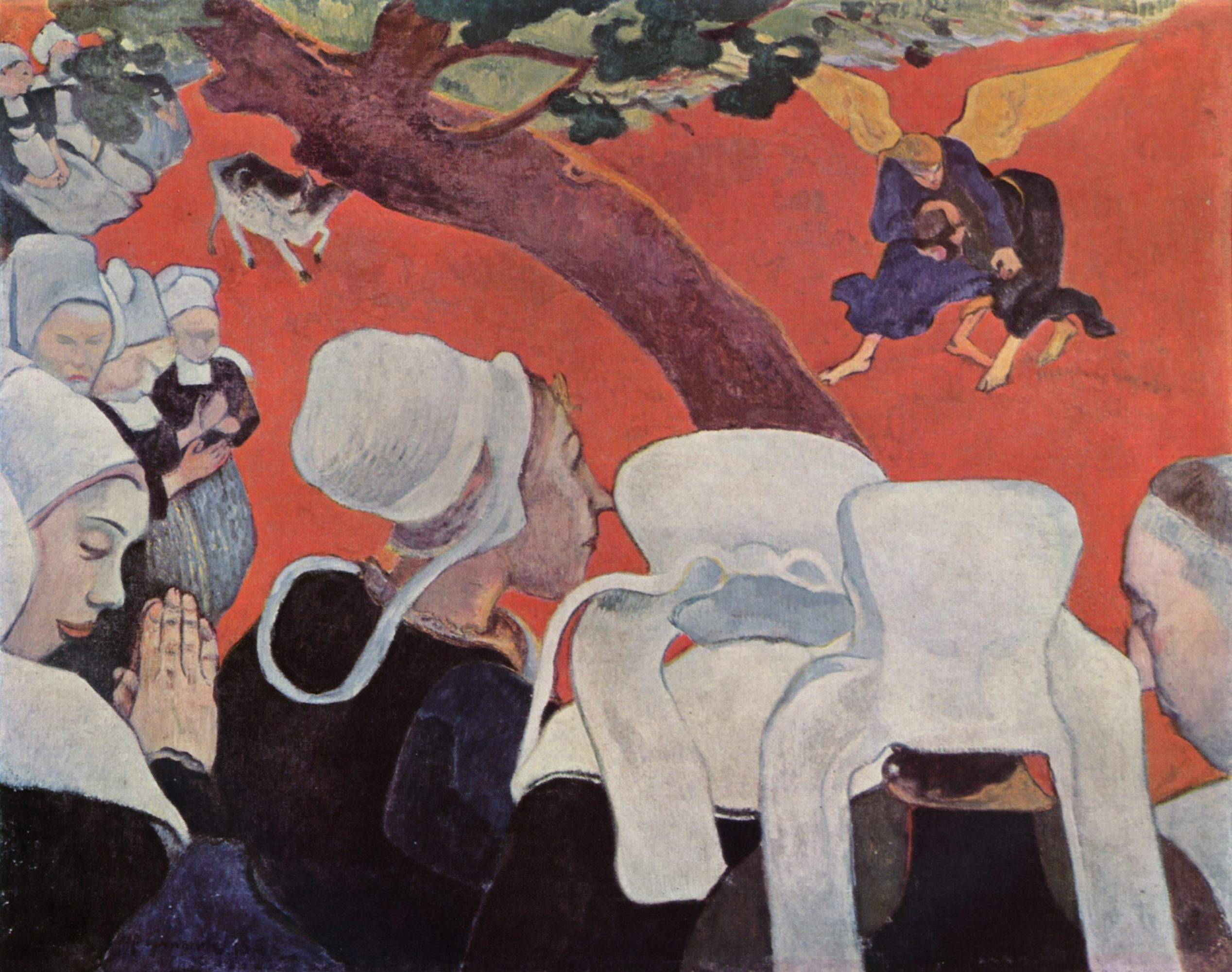
Paul Gauguin: La visión después del sermón (1888)

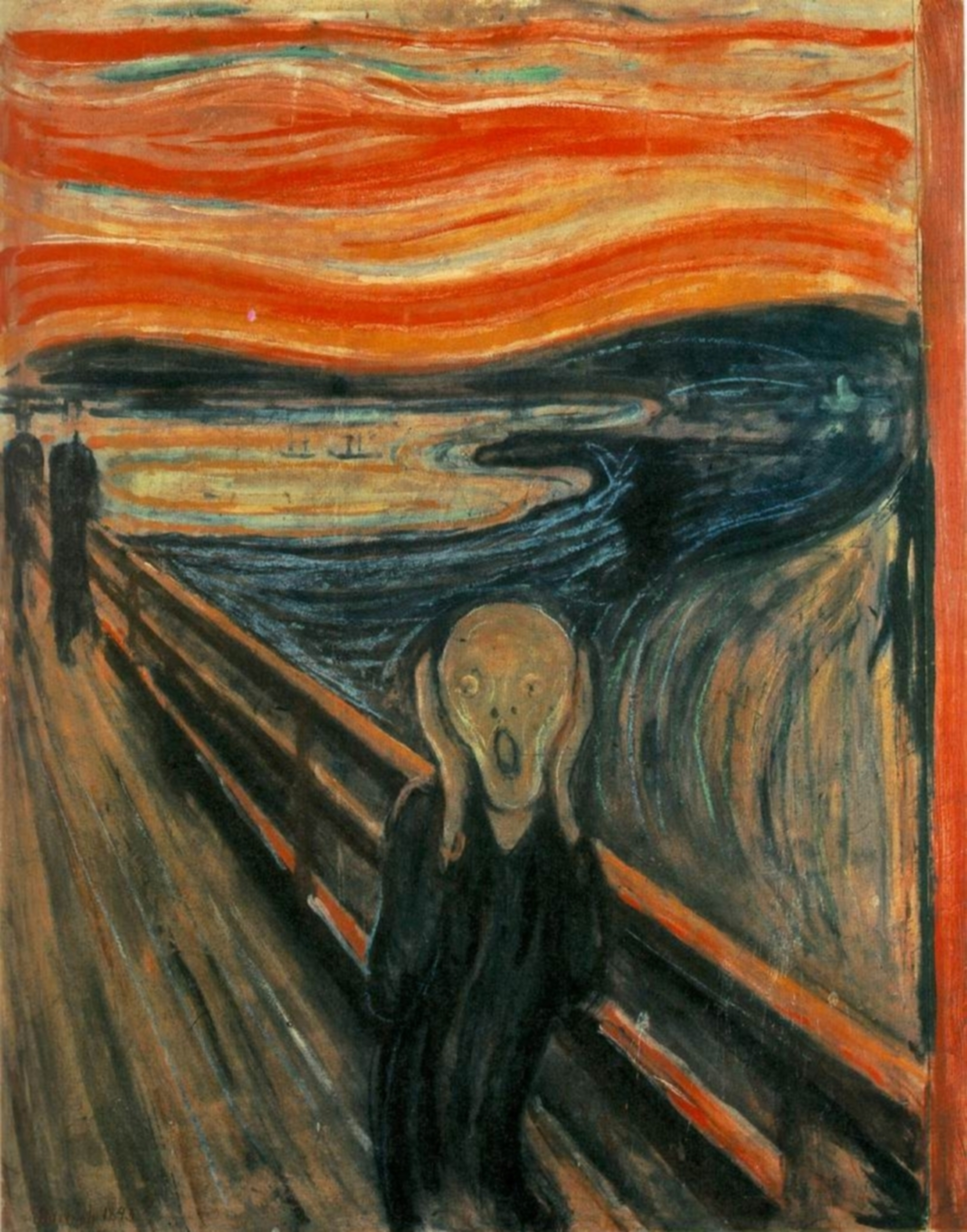
Edvard Munch: El grito' (1893)

#### Post-impresionismo
Hacia finales del siglo XIX, varios pintores jóvenes llevaron el impresionismo un paso más allá, utilizando formas geométricas y colores poco naturales para representar las emociones, al tiempo que buscaban un simbolismo más profundo. Destacan Paul Gauguin, muy influido por el arte asiático, africano y japonés, Vincent van Gogh, un neerlandés que se trasladó a Francia, donde se inspiró en la fuerte luz del sol del sur, y Toulouse-Lautrec, recordado por sus vívidas pinturas de la vida nocturna en el barrio parisino de Montmartre.

#### Simbolismo, expresionismo y cubismo
Edvard Munch, artista noruego, desarrolló su enfoque simbolista a finales del siglo XIX, inspirado por el impresionista francés Manet. El grito (1893), su obra más famosa, se interpreta ampliamente como una representación de la ansiedad universal del hombre moderno. En parte como resultado de la influencia de Munch, el movimiento alemán del expresionista se originó en Alemania a principios del siglo XX, cuando artistas como Ernst Kirschner y Erich Heckel comenzaron a distorsionar la realidad para conseguir un efecto emocional.
Paralelamente, en Francia se desarrolló el estilo conocido como cubismo, ya que los artistas se centraron en el volumen y el espacio de las estructuras nítidas dentro de una composición. Pablo Picasso y Georges Braque fueron los principales defensores de este movimiento. Los objetos se descomponen, se analizan y se vuelven a ensamblar de forma abstracta. En la década de 1920, el estilo se convirtió en surrealismo con Dali y Magritte.

## Grabado

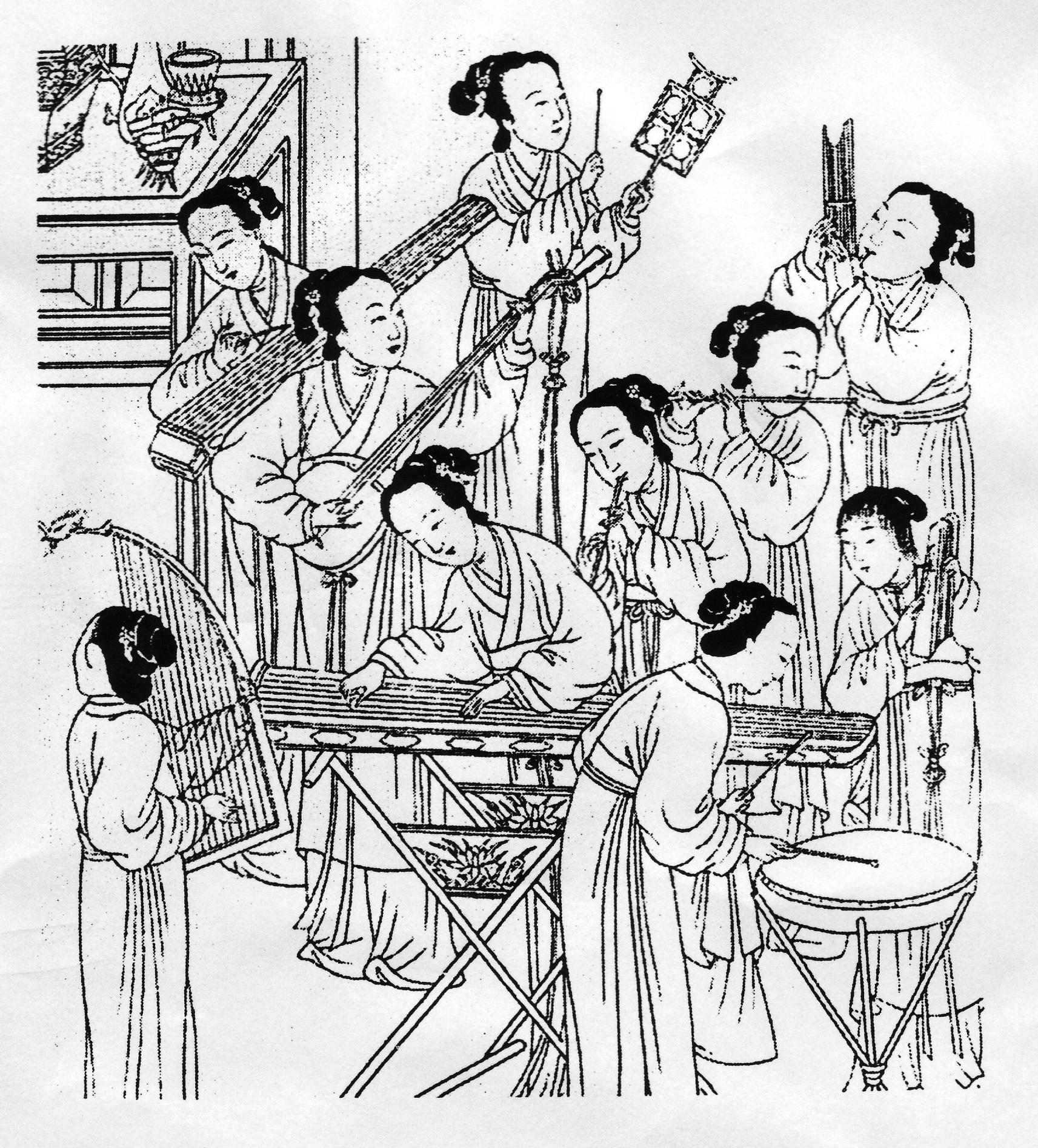
Grabado chino antiguo de mujeres instrumentistas.

Grabado es la creación, con fines artísticos, de una imagen en una matriz que luego se transfiere a una superficie bidimensional (plana) mediante tinta (u otra forma de pigmentación). Salvo en el caso de un monotipo, la misma matriz puede utilizarse para producir muchos ejemplares de la estampa.

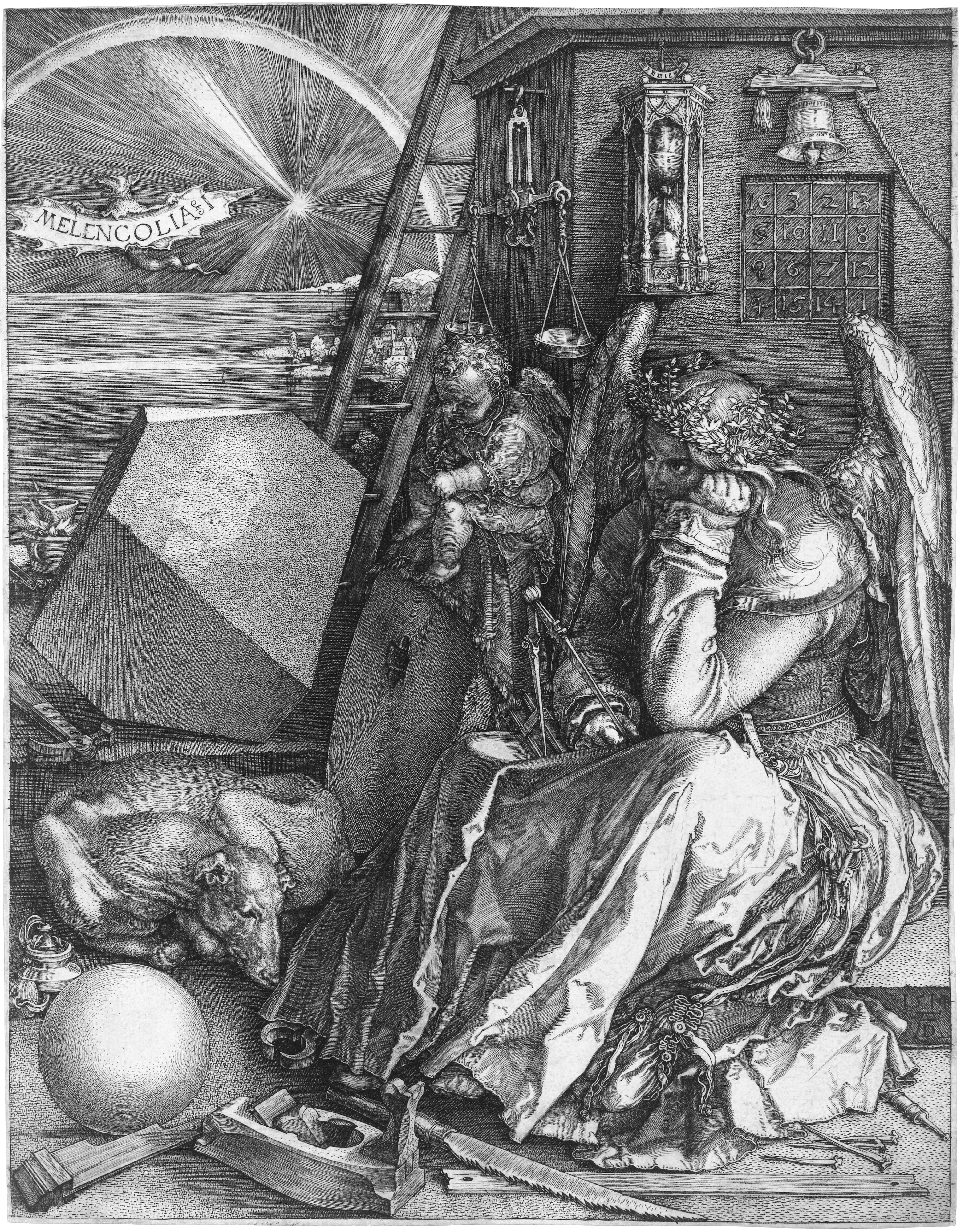
Alberto Durero grabado Melancholia I de 1541 ángel sentado contemplando la figura.

Históricamente, las principales técnicas (también llamadas medios) implicadas son la xilografía, el grabado lineal, el aguafuerte, la litografía y la serigrafía (serigrafía, serigrafía), pero hay muchas otras, incluidas las modernas técnicas digitales. Normalmente, la impresión se realiza sobre papel, pero otros soportes van desde la tela y la vitela hasta materiales más modernos.

### Historia de Europa
Los grabados de la tradición occidental producidos antes de 1830 aproximadamente se conocen como old master print. En Europa, a partir de alrededor del año 1400 d. C. se utilizó la xilografía para realizar impresiones maestras sobre papel utilizando técnicas de impresión desarrolladas en el mundo bizantino e islámico. Michael Wolgemut mejoró la xilografía alemana desde aproximadamente 1475, y Erhard Reuwich, un neerlandés, fue el primero en utilizar el rayado en cruz. A finales de siglo Alberto Durero llevó la xilografía occidental a un estadio que nunca ha sido superado, aumentando el estatus de la xilografía de una sola hoja.

### Origen y práctica china

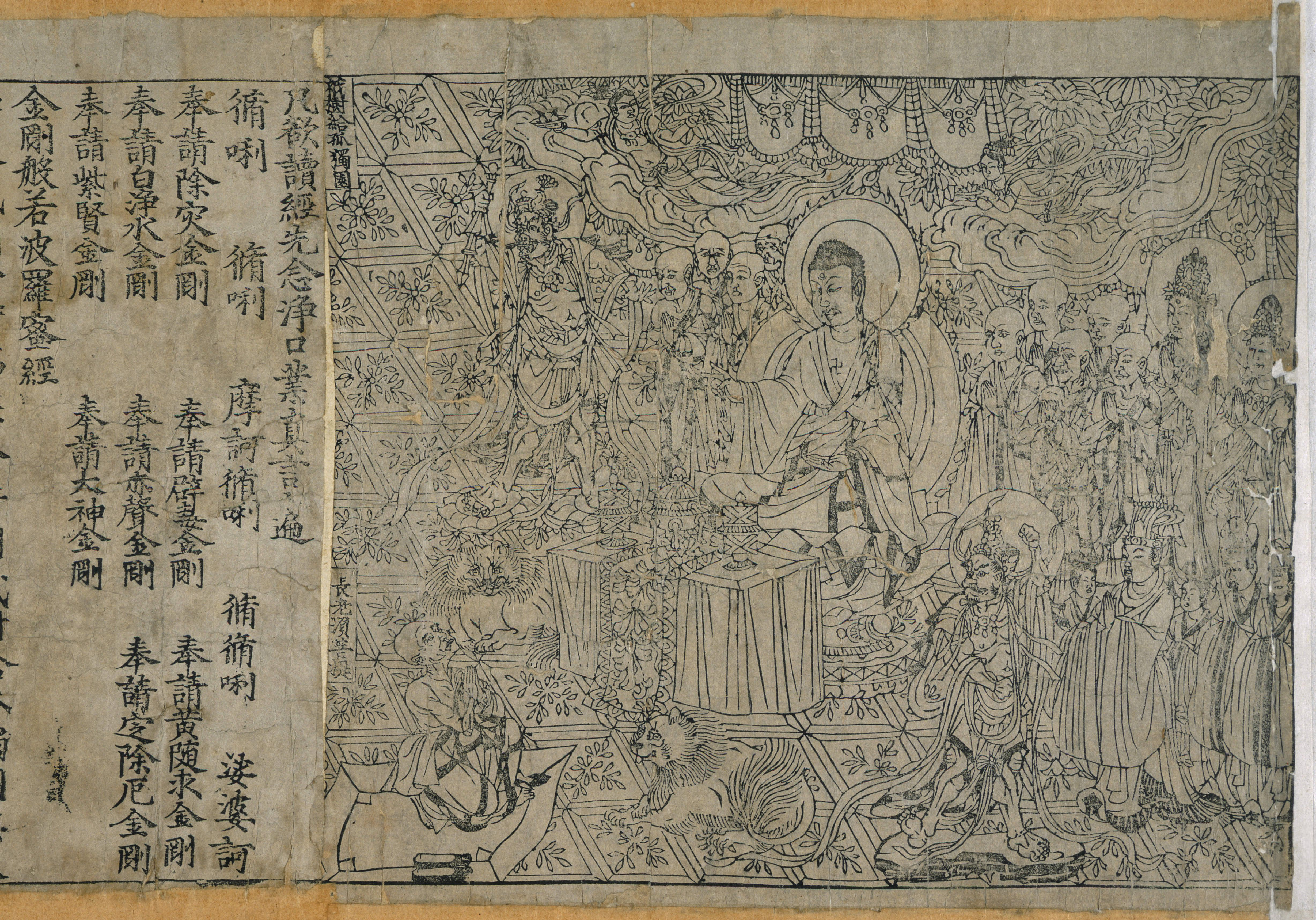
El Sutra del Diamante chino, el libro impreso en madera más antiguo del mundo (868 de la era cristiana)

En China, el arte del grabado se desarrolló hace unos 1.100 años como ilustraciones junto al texto recortado en bloques de madera para su impresión en papel. Al principio, las imágenes eran principalmente religiosas, pero en la Dinastía Song, los artistas comenzaron a recortar paisajes. Durante las dinastías Ming (1368-1644) y Qing (1616-1911), la técnica se perfeccionó tanto para grabados religiosos como artísticos.

### Desarrollo en Japón 1603-1867

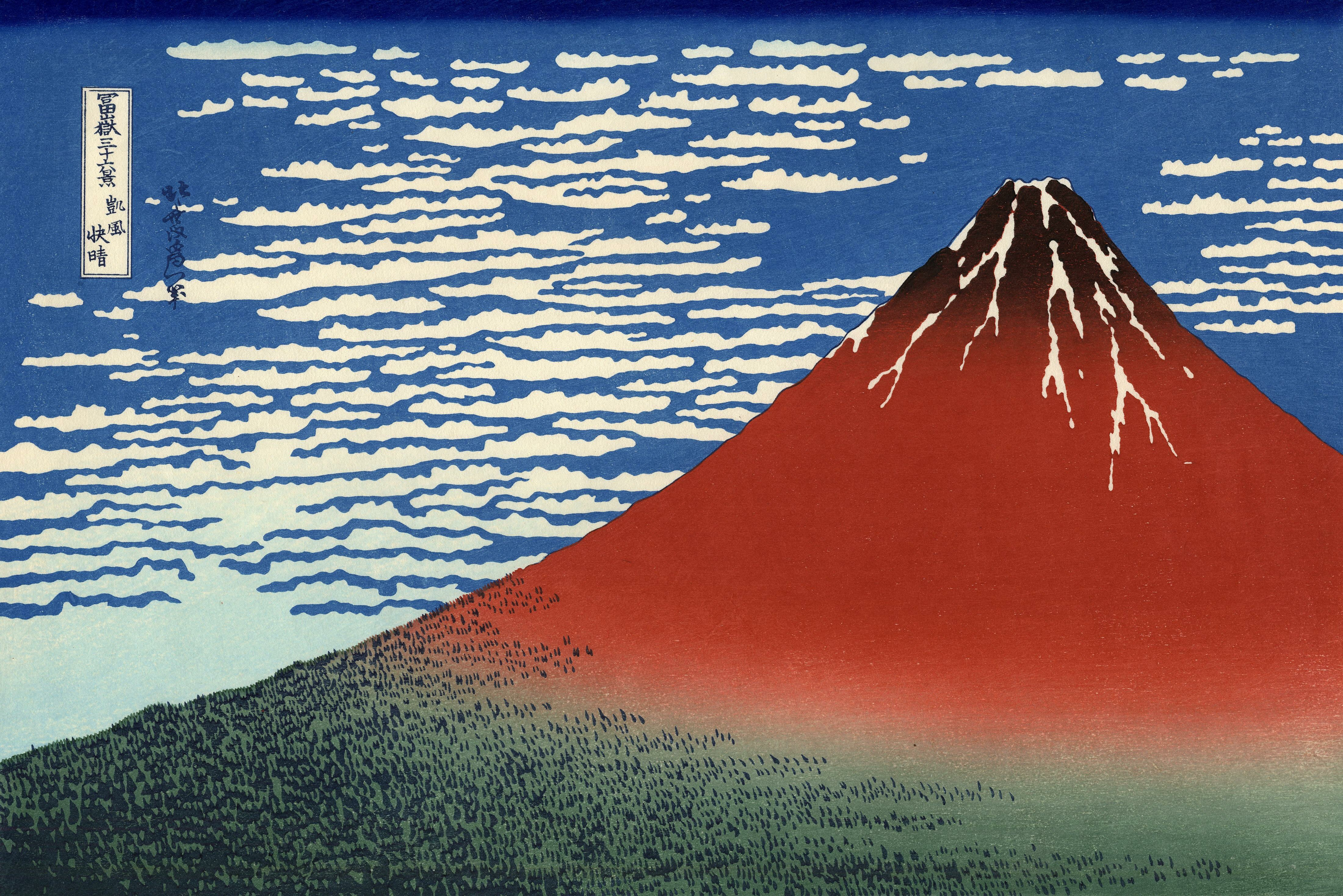
Impresión en color de Hokusai "Red Fuji southern wind clear morning" de Treinta y seis vistas del Monte Fuji (1830-1832)

La xilografía en Japón (japonés: 木版画, moku hanga) es una técnica más conocida por su uso en el género artístico ukiyo-e; sin embargo, también se utilizó muy ampliamente para la impresión de libros ilustrados en la misma época. La xilografía se había utilizado en China durante siglos para imprimir libros, mucho antes de la llegada de los tipos móviles, pero solo se adoptó ampliamente en Japón durante el periodo Edo (1603-1867). Aunque es similar a la xilografía occidental en algunos aspectos, el moku hanga difiere en gran medida en que se utilizan tintas a base de agua (a diferencia de la xilografía occidental, que utiliza tintas a base de aceite), lo que permite una amplia gama de colores vivos, veladuras y transparencia del color.

## Percepción
En la percepción de la obra, nuestra visión tiene tendencia a agrupar o separar elementos de acuerdo a forma, contraste, color, iluminación etc. En esa percepción visual y la recepción sensorial que se realiza de la obra están basadas las artes visuales. Diferentes códigos visuales de proporción, equilibrio, ritmo, textura y valores tonales que son tomados en cuenta por los creadores en su comunicación con el espectador. El sistema visual de los seres humanos asimila la información interpretándola a través de estímulos visuales relacionados con su conocimiento previo y su estado emocional, la recepción o discriminación de esos estímulos se traduce en la capacidad de interpretar la información a través de los efectos de la luz visible percibida.
La psicología de la Gestalt es una teoría de la percepción surgida en Alemania a principios del siglo XX que alude a estos modos de percepción de la forma de aquello que vemos y como es decodificado por nuestro cerebro a través de las asociaciones que se producen en el momento de la percepción. Sus principios básicos son:

### Por agrupación
Existen varias formas de agrupación:
1. Por proximidad: se tiene la tendencia visual a agrupar los elementos cuando estos tienen cercanía entre sí.
2. Por semejanza: agrupación cuando los elementos son figuras conocidas, parecidas o iguales entre sí.
3. Por continuidades: búsqueda de semejanzas a través de una continuidad significativa, es decir observamos primero los elementos principales seguido de los menos importantes.

### Por figura/fondo
La tendencia visual hace separar los elementos del fondo o viceversa; ya que a veces el fondo es percibido también como una figura.

### Por contorno
El contorno separa y distingue la figura del fondo y está representado por una línea continua o discontinua o en el límite de dos colores diferentes, llamado línea de recorte.

### Por pregnancia
Tendencia a rellenar visualmente aquellos espacios huecos para completar un objeto.

## Artes aplicadas

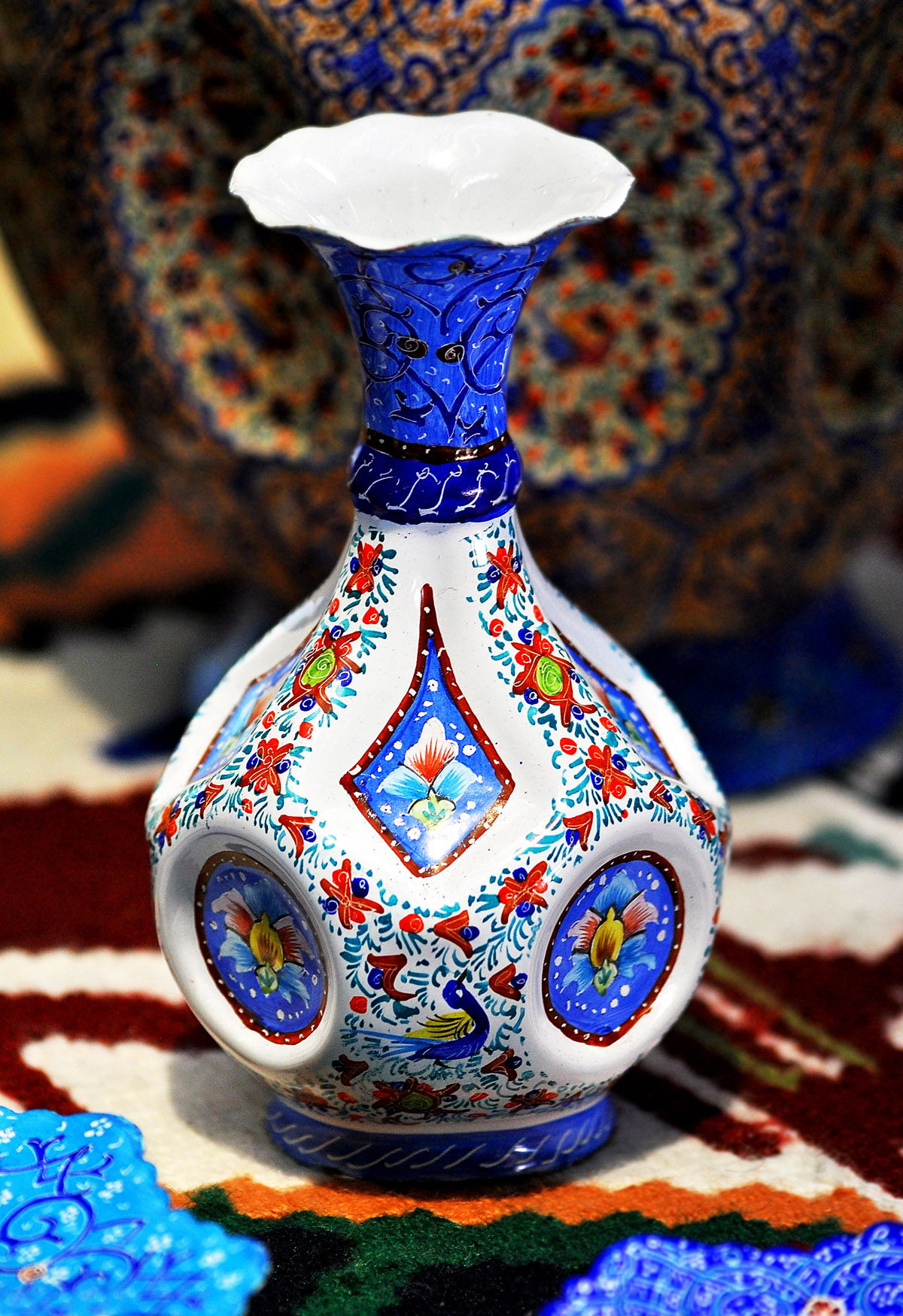
Artesanía de Irán

Las artes aplicadas basan su definición en la utilidad de un objeto creado para determinado fin. Se las puede considerar dentro de las artes plásticas y visuales cuando su valor artístico y estético trasciende la utilidad, también es llamado arte utilitario o funcional. Cuando el componente decorativo es mayor al funcional, pero mantiene la referencia, se les considera también dentro de las artes decorativas. Entre ellas se cuentan gran variedad de formas artesanales como:
- alfarería
- orfebrería
- talla en madera
- tapicería
- vitral

Las nuevas utilidades basadas en diseño, comparten espacio con las Artes aplicadas y son consideradas también en el campo de las Artes visuales por su manejo del lenguaje visual y apreciación estética. Entre ellas:
- diseño de interiores
- diseño gráfico
- diseño industrial